# パブリック・ブレイン
パブリック・ブレインは、日本の出版社。文芸、芸術書などの自費出版や商業出版を含めた総合出版を行う。

## 所在地
- 〒179-0076 東京都練馬区土支田三丁目10番2号

## 概要
本会社は自費出版、商業出版、編集、校正、デザイン、など出版業務全般を扱う出版社。
自社での出版物として、2009年の太宰治生誕100年を機に刊行された、太宰治シリーズがある（2014年2月現在7点刊行）。
また、2011年7月1日より、読書系・アート系フリーペーパー「Day Art」を創刊。全国書店や美術館・文学館に設置。

## 主な発行物

### 太宰治シリーズ
- カチカチ山（画 オカダミカ）
- 西鶴トリビュート　おとなでも読める太宰治
- 落語の影響を受けた太宰治短篇集
- 太宰は女である（画・談 宇野亜喜良、林静一、会田誠、オカダミカ）
- 太宰治ファッションコレクション2011
- 風紋五十年（関連書籍。著 林聖子）
- Urashima san（訳 高橋マリ子、画 オカダミカ）

### フリーペーパー
- 読書系・アート系フリーペーパー「Day Art」